# Куза Вода (Олт)
Куза Вода (рум. Cuza Vodă) насеље је у Румунији у округу Олт у општини Спинени. Oпштина се налази на надморској висини од 284 m.

## Становништво
Према подацима из 2002. године у насељу је живело 182 становника, од којих су сви румунске националности.